# Великогомілкова кістка
Великогомі́лко́ва кі́стка (лат. tibia), заст. суре́ля — найбільша і основна з двох кісток гомілки, розташована зі сторони, ближчої до осі тіла. Латинська назва первісно означала «дудка, флейта, авлос».

## Опис

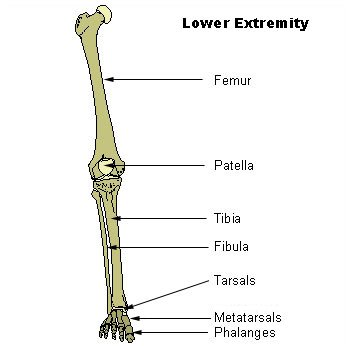
Кістки ноги (великогомілкова кістка — Tibia)

Великогомілкова кістка це трубчаста кістка, що має тіло та два наростки. Проксимальний кінець розширений у поперечному напрямку і закінчується присереднім та бічним виростками. На задньо-нижній поверхні бічного виростка є малогомілкова суглобова поверхня для з'єднання з головкою малогомілкової кістки. Зверху кожний виросток має ввігнуту верхню суглобову поверхню для з'єднання з відповідним виростком стегнової кістки. По середині суглобової поверхні є міжвиросткове підвищення, а на ньому — присередній та бічний міжвиросткові горбки. Спереду і ззаду від міжвиросткового підвищення розміщені переднє і заднє міжвиросткові поля, до яких прикріплюються хрестоподібні зв'язки колінного суглоба. До передньо-медіальної поверхні проксимального кінця кріпляться сужожилки кравецького, тонкого і півсухожилкового м'язів, утворюючи так звану гусячу лапку.
За формою тіло кістки нагадує видовжену тригранну призму, що поступово звужується донизу. На ньому розрізняють три поверхні: присередню, задню і бічну, що відділяються одна від одної присереднім, переднім і міжкістковими краями. Передній край у верхньому відділі кістки починається від горбистості великої гомілкової кістки, до якої прикріплюється сухожилок чотириголового м'яза стегна.

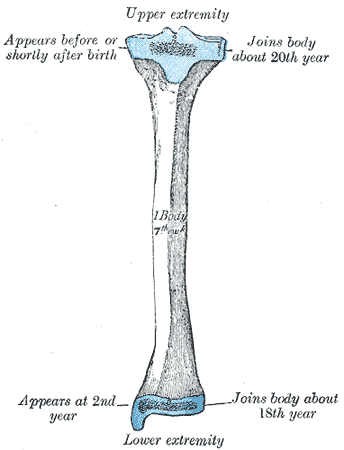
Велика гомілкова кістка в Анатомії Грея

Дистальний кінець кістки має майже чотирикутну форму, на його присередньому краї є спрямований донизу відросток — присередня кісточка, на внутрішній поверхні якої розміщується суглобова поверхня кісточки, що продовжується в нижню суглобову поверхню. бічна поверхня дистального кінця кістки має невелику вирізку з суглобовою поверхнею для з'єднання з малою гомілковою кісткою — малогомілкову вирізку.

## Цікаві факти
- Великогомілкова кістка не старої людини при точному осьовому навантаженні витримує масу невеликого легкового автомобіля.
- Щоб відрізнити праву великогомілкову кістку від лівої, необхідно проксимальний кінець зорієнтувати догори, дистальний — донизу. Горбистисть і передній край — наперед. Тоді присередня кісточка відходитиме від присереднього краю дистального кінця кістки. У такому положенні кістки міжкістковий край на її тілі завжди буде обернений назовні: правої — праворуч, лівої — ліворуч.